# (6508) Rolcik
(6508) Rolcik es un asteroide perteneciente al cinturón de asteroides, descubierto el 22 de agosto de 1982 por Antonín Mrkos desde el Observatorio Kleť, České Budějovice, República Checa.

## Designación y nombre
Designado provisionalmente como 1982 QM. Fue nombrado por Viktor Rolčík (1884-1954) quien fue un óptico y fabricante de telescopios checo. El reflector de 0,31 m del telescopio principal del Observatorio de České Budějovice, fue fabricado por Rolčík en 1937.

## Características orbitales
Rolcik está situado a una distancia media del Sol de 2,700 ua, pudiendo alejarse hasta 3,275 ua y acercarse hasta 2,125 ua. Su excentricidad es 0,213 y la inclinación orbital 6,197 grados. Emplea 1620,65 días en completar una órbita alrededor del Sol.

## Características físicas
La magnitud absoluta de Rolcik es 13,82. Tiene 11,751 km de diámetro y su albedo se estima en 0,052.